# SK그룹
SK그룹은 에너지, 화학, 통신, 건설, 반도체 등의 분야를 다루는 대한민국의 대규모 기업집단이다.

## 역사

### 1926년~1970년대
1926년 창업자 최학배 대표가 이 모기업인 SK의 전신은 대성상회(大成商會)에 설립이며, 1939년 조선의 선만주단과 일본의 경도직물이 조선에 합작회사인 선경직물을 설립키로 합의하였다. 1944년 최종건은 경성직업학교 기계과를 졸업한 뒤 선경직물 수원공장에 입사하였다. 8.15 광복 후 미군정이 선경직물을 적산(敵產; 일본인 재산)으로 지정해 관리인을 위촉하자 선경직물 측에서 최종건을 생산부장으로 임명하고 공장의 가동업무를 맡긴 것이 후에 선경그룹 설립의 인연이다. 1948년 대한민국 정부 수립 이후 선경직물은 정부에 귀속되었으며, 정부에 귀속되었을 당시 생산부장인 최종건은 1953년 휴전 후 한국 전쟁 중에 완파된 선경직물 공장 부지를 수복하고 귀속재산을 매수하였으며, 이를 기반으로 1953년 4월 8일 선경직물을 출범하였다. 1955년 전국 산업박람회에서 부통령상을 수상하였으며, 1956년 선경직물을 주식회사로 개편하였다. 이후 섬유 산업에 주력하여 1962년 인견직물을 해외로 수출했으며, 선경잔디공업(1965년), 선경화섬(1966년), 선산섬유(1970년) 등을 설립하여 선경그룹이 되었다. 한편으로는 섬유 해외 수출을 위하여 무역업을 목적으로 하는 선경산업을 1962년에 설립하였으며, 그 해에 대한민국 최초로 홍콩에 섬유를 수출하였다.

### 1970년대
1973년 선경유화를 설립하여 석유화학 및 정유 분야에 진출하였다. 그 해 11월 최종건 회장이 세상을 떠나고 최종현이 회장직을 승계하였으며, 선경이 스폰서가 된 MBC 장학퀴즈가 첫 방송을 시작하였다. 같은 해에는 워커힐호텔을 인수하여 민영화했다. 선경그룹은 1975년 제2창업 선언으로 수직계열화 천명, 석유 산업, 건설(선경종합건설), 목재(선경목재), 금속(선경금속), 기계(선경기계), 화학(선경화학), 관광업(워커힐호텔), 선경그룹 연수원, 건설(선경건설) 등의 분야에 진출하였다. 1976년 상호명을 선경직물에서 선경그룹으로 변경과 동시에 종합무역상사 1호로 지정되었다. 1977년 미국 쉐라톤과 프랜차이즈 계약을 맺고 워커힐호텔을 쉐라톤 워커힐로 개칭했으며, 1978년에는 워커힐호텔 옆에 워커힐 아파트를 건설하였다. 1977년 선경그룹이 기업공개를 했고, 1978년 선경화학이 국내최초로 폴리에스터 필름 개발에 성공하였다.

### 1980년대
1980년에는 비디오테이프 개발에 성공하였으며 <SKC> 상표를 붙이고 판매하였다. 그 해 11월에는 대한석유공사(현 SK이노베이션 및 SK에너지)를 인수하였다. 1982년 유공해운(현 SK해운)을 설립하였으며, 이어서 유공 코끼리 프로축구단 (현 제주 SK FC)을 창단하였고 유공은 해당 그룹(SK)(당시 선경)의 모태가 생장한 근본 터전이 수원이었던 터라 홈 앤 어웨이 제도로 바뀐 한편 주말 2연전이 새롭게 도입된 동시에 프로야구의 선례를 본따 홈팀이 흰색,원정팀이 유색 유니폼을 입은 1987년 제1연고지를 인천, 제2연고지를 수원, 제3연고지를 안양으로 설정했는데 주말 2연전 제도는 선수 부상 등의 문제점이 생기자 1년 만에 폐지되었으며, 다음 해부터 홈팀은 유색과 원정팀은 흰색 유니폼을 입는 것으로 변경되었다. 1985년 유공가스(현 SK가스)를 설립하였으며, 1987년 미국 아코(ARCO)와 합작으로 유공아코화학(현 SK에버텍)을 설립하였으며, 상호명을 선경화학에서 SKC로 변경하였다. 1989년 서울특별시 강북구 우이동의 아카데미 하우스에서 SUPEX를 추구 정립을 하였으며, 1991년 19년 만에 선경그룹 수직 계열화를 완성하였다. 1992년 태평양화학그룹의 태평양증권을 인수하여 선경증권(현 SK증권)을 설립하여 금융업을 개시하였다.

### 1990년대
1994년 민영화된 한국이동통신의 대주주가 되면서 이동통신사업에 진출하였다. 1995년 선경도서관을 개관하였으며, 1996년 011 상용화를 성공하였으며, 1997년 사명을 한국이동통신에서 SK텔레콤으로 변경하였다. 1998년 사명을 유공에서 SK로 변경과 동시에 그룹명을 선경그룹에서 SK그룹으로 변경하였다. 그 해 2대 회장인 최종현 회장이 별세하고 3대 회장인 최태원 회장이 승계하였으며, 1999년 SK그룹 본사를 서울특별시 중구 을지로4가에서 서울특별시 종로구 종로1가로 이전하였다.

### 2000년대~현재
2000년 상호명을 SK상사에서 SK글로벌로 변경하였으며, 같은 해 SK 와이번스(현 SSG 랜더스)를 창단하였다. 2000년 1월부터 중국 베이징방송에서 중국판 장학퀴즈인 장웬방 프로그램을 시작하였다. 2002년에는 신세기통신을 흡수·합병 하였으며, 2003년 SK텔레콤의 손길승 회장이 전국경제인연합회 회장으로 취임하였다. 2005년 10월에 SK그룹의 총 수출액이 100억 달러를 돌파하였으며, 그 해 11월 ‘행복날개’ 로고가 발표되었다. 2007년 7월 SK의 지주회사 전환으로 SK주식회사가 사업회사인 SK에너지와 경영회사(홀딩스)인 SK주식회사로 분리되었으며, 2011년에는 충남도시가스(현 씨엔씨티에너지)를 매각하였다. 2012년 2월 SK의 계열사인 SK텔레콤이 세계3위 반도체 업체인 하이닉스반도체를 인수하여 3월에 SK하이닉스로 사명을 변경하였다. 2013년 7월 SK이노베이션에서 SK인천석유화학과 SK트레이딩인터내셔널을 분리 독립시켰다. 2015년 8월에는 SK주식회사와 SK C&C가 합병하였으며, 12월에 SK E&S 계열 전북에너지서비스의 집단에너지사업부문을 분사하여 출범한 전북집단에너지와 평택에너지서비스를 하나금융그룹에 매각하였다. 2018년 SK네트웍스 경영진은 경영악화 및 주가 폭락(전년 대비 30%이상 폭락)에 따른 소액주주 반발을 예상하여 2018년 정기 주주총회에 소액주주 출입통제와 참석을 조직적으로 방해하였다. 이에 소액주주들은 대한민국 청와대 홈페이지 국민청원 게시판에 “그룹 총수인 최태원 회장님께 묻겠습니다. 
 (SK네트웍스 주주총회시 소액주주 출입통제 건)” 보관됨 2018-04-08 - 웨이백 머신 청원이 발생하였다. SK그룹은 해당 건에 대해 2018년 4월 현재 무대응으로 일관하고 있어 소액주주들의 더욱 큰 반발을 사고 있다. 2020년 SK 와이번스를 신세계그룹에 매각하였다.

## 평가
1980년 섬유, 석유화학산업을 통하여 구축된 사우디아라비아, 산유국과의 네트워크, 원유수급능력 등이 높은 평가받아 당시 국내 제1위의 매출규모를 가진 대한석유공사(유공)을 인수할 수 있었으며, 이를 바탕으로 현재의 주력계열사인 SK에너지로 성장할 수 있었다. 1994년 7월 한국이동통신을 인수하여 SK텔레콤으로 사명을 변경하고 경쟁사 대비 커버리지가 가장 넓은 800Mhz주파수대를 운용하며 가장 많은 가입자를 확보와 휴대전화 통신 업체 중 1위를 현재까지 고수하고 있다.

## 사건사고
- 2016년 8월: 과거 신규사업 부진 및 부실경영으로 자질 논란에 휩싸였던 최신원 회장이 SK네트웍스 복귀 후 3개월 만에 직원 40배 급여(6억 2500만원) 받아 고액연봉 논란이 발생하였다.[6]
- 2018년 3월: SK네트웍스 경영진은 경영악화 및 주가 폭락(전년 대비 30%이상 폭락)에 따른 소액주주 반발을 예상하여, 정기 주주총회에 소액주주 출입통제 및 참석을 조직적으로 방해하였다.[7]
- 2018년 3월: SK네트웍스 정기 주주총회 소액주주 출입통제 및 참석 방해 사건에 대해 청와대 홈페이지에 국민청원이 발생하였다.[8]
- 2018년 4월: “SK네트웍스 위키백과 사건사고 내용 삭제 파문”, SK네트웍스 정기 주주총회 소액주주 출입통에 및 참석 방해 사건 내용에 대해 SKB IP(SK임직원 추정IP)에서 삭제를 시도하였다.[9]
- 2018년 4월: SK네트웍스의 대대적인 직원 구조조정 시행 가운데 최신원 회장이 2017년 30억 보수를 수령한데 대한 비판 뉴스 기사가 2018.04.26 08:52분 인터넷에 배포되었으나, 이날 오후 해당 뉴스기사 및 관련 기사들이 인터넷 상에서 완전히 삭제되었다. 소액주주들은 이를 SK그룹과 언론사의 유착관계에 따른 뉴스 삭제 시도로 추정하고 있다.
- 2018년 4월: SK네트웍스 직영 주유소 오염토 졸속 공사 논란.[10]
- 2018년 4월: (SK그룹 언론농단 사태 발생) SK네트웍스의 대대적인 직원 구조조정 시행 가운데 최신원 회장이 2017년 30억 보수를 수령한데 대한 비판 뉴스 기사가 2018.04.26 08:52분 인터넷에 배포되었으나, 이날 오후 해당 뉴스기사 및 관련 기사들이 인터넷 상에서 완전히 삭제되었다. 소액주주들은 이를 SK그룹과 언론사의 유착관계에 따른 뉴스 삭제 시도 및 SK그룹의 막강한 힘을 활용한 언론농단 사태로 보고있다.[11][12]
- 2018년 4월: SK네트웍스 최신원 회장 퇴임 및 해임에 대해 청와대 홈페이지에 국민청원이 발생하였다.[13]
- 2018년 5월: (SK그룹 언론농단 사태 추가 발생) SK네트웍스 소액주주들은 SK그룹 언론농단 사태 발생에 따라 언론 모니터링을 지속적으로 실시하며 추가 농단 사태를 감시하였다. 2018년 5월 4일 08:00시 경 조세금융신문에서 “SK네트웍스 최신원, 직원들 사지로 몰고 보수 30억 챙겼다?“ 인터넷 뉴스를 배포하였으나, 당일 12:00 경 이후부터 인터넷 및 해당 언론 매체에서 뉴스기사가 완전 삭제되었다.[14][15]

### SK네트웍스최신원 회장 갑질 및 미투 파문
- 2018.05.14 23:36분경 SK네트웍스 최신원 회장에 대한 갑질 및 미투 사건 게시글이 네이트판(http://pann.nate.com)에%5B깨진+링크(과거+내용+찾기)%5D 게재되었다.[16]
- 2018.05.16 10:00시경 SK워커힐호텔 최신원 회장 성추행 갑질 비리와 그의 수족들(윤 가&박 가)의 만행이란 게시글이 네이트판(http://pann.nate.com)에%5B깨진+링크(과거+내용+찾기)%5D 추가 게재되었다.[17]
- 2018.05.16 대한민국 청와대 홈페이지(http://www.president.go.kr)에%5B깨진+링크(과거+내용+찾기)%5D “최신원 회장의 이중성”이라는 최신원 회장의 성추행, 갑질 등을 고발하는 국민청원이 발생하였다.[18]
- 2018.05.17 최신원 SK네트웍스 회장, 성추행·갑질 논란까지…‘국민청원 단골 회장님’뉴스락 인터넷 뉴스 배포[19]
- 2018.05.17 靑국민청원 "최신원 SK네트웍스 회장, 성추행 및 갑질 일삼아" 공정뉴스 인터넷 뉴스 배포[20]

## 계열사
| 계열사명                                                 | 업종 |
| -------------------------------------------------------- | --- |
| 지주회사                                                 | |
| SK주식회사 홀딩스 (구 SK)                                | 그룹 지주회사                                                                                              |
| 에너지 및 화학 부문                                      | |
| SK이노베이션                                             | 석유관련사업 중간지주회사 및 자원개발사업 전문회사, 집단에너지사업 지주회사 및 종합에너지서비스업 전문회사 |
| SK에너지                                                 | 석유사업                                                                                                   |
| SK지오센트릭 (구 SK종합화학)                             | 석유화학산업                                                                                               |
| SK루브리컨츠                                             | 윤활유사업                                                                                                 |
| SK인천석유화학 (구 SK인천정유 \| SK에너지 인천CLX)       | 석유사업 및 석유화학사업, SK에너지 계열에 속함.                                                            |
| SK아이이테크놀로지                                       | 정보전자소재 사업                                                                                          |
| 코원에너지서비스 (구 대한도시가스)                       | 도시가스사업, SK이노베이션 계열에 속함.                                                                    |
| 부산도시가스                                             | 도시가스사업, SK이노베이션 계열에 속함.                                                                    |
| 영남에너지서비스 (구 포항도시가스 \| 구미도시가스)       | 도시가스사업, SK이노베이션 계열에 속함.                                                                    |
| 충청에너지서비스 (구 청주도시가스)                       | 도시가스사업, SK이노베이션 계열에 속함.                                                                    |
| 전남도시가스                                             | 도시가스사업, SK이노베이션 계열에 속함.                                                                    |
| 강원도시가스                                             | 도시가스사업, SK이노베이션 계열에 속함.                                                                    |
| 전북에너지서비스 (구 익산도시가스)                       | 도시가스사업, SK이노베이션 계열에 속함.                                                                    |
| SK온                                                     | 배터리, 원유 및 석유관련제품 수출입사업, SK이노베이션 계열에 속함.                                         |
| SK어스온                                                 | 석유개발 사업                                                                                              |
| SK디스커버리                                             | 석유화학관련사업 중간지주회사                                                                              |
| SK멀티유틸리티                                           | 유틸리티 사업                                                                                              |
| SK케미칼                                                 | 석유화학계 기초 화학물질 제조업                                                                            |
| SK가스                                                   | 액화석유가스 수입/저장/트레이딩/국내판매                                                                   |
| SK엔텀                                                   | 탱크터미널업                                                                                               |
| SK오션플랜트                                             | 조선, 플랜트사업                                                                                           |
| SK D&D                                                   | 임대사업                                                                                                   |
| SK이터닉스                                               | 부동산, 에너지사업                                                                                         |
| SK플라즈마                                               | 혈액제제사업                                                                                               |
| SK어드밴스드                                             | 최첨단 석유화학산업, SK가스 계열에 속함.                                                                   |
| 리뉴어스                                                 | 수도, 하수 및 폐기물 처리, 원료 재생업, 전)환경시설관리주식회사(EMC)                                       |
| SK바이오팜                                               | 제약사업, SK주식회사 홀딩스가 보유하고 있음.                                                               |
| SK바이오텍                                               | 제약CMO사업, SK주식회사 홀딩스가 보유하고 있음.                                                            |
| 나노엔텍                                                 | 의료 기기 제조업                                                                                           |
| SKC                                                      | 마그네틱 및 광학 매체 제조업                                                                               |
| 정보통신 및 반도체 부문                                  | |
| SK텔레콤 (구 한국이동통신 \| 신세기통신)                 | 이동 통신 서비스업                                                                                         |
| SK스퀘어                                                 | 투자업 |
| 티맵모빌리티                                             | 모빌리티업                                                                                                 |
| SK실트론 (구 LG실트론)                                   | 실리콘 웨이퍼 제조업                                                                                       |
| SK테크엑스                                               | ICT 전문업                                                                                                 |
| SK주식회사 C&C (구 SK C&C)                               | 컴퓨터시스템 통합 자문 및 구축 서비스업                                                                    |
| SK플래닛                                                 | 디지털 콘텐츠업 및 마케팅업, SK마케팅앤컴패니를 흡수합병함.                                                |
| 11번가                                                   | 전자 상거래 사이트업                                                                                       |
| SK엠앤서비스                                             | 커머스 및 IT 솔루션 서비스/개발 사업                                                                       |
| 클라우드 스트리밍                                        | 클라우드 스트리밍업                                                                                        |
| SK하이닉스 (구 하이닉스반도체)                           | 다이오드, 트랜지스터 및 유사반도체 제조업                                                                  |
| SK쉴더스                                                 | 물리보안, 정보보안 서비스업                                                                                |
| SK유비쿼터스                                             | 유비쿼터스업                                                                                               |
| SK인텔릭스 (구 동양매직)                                 | AI웰니스 플랫폼업                                                                                          |
| SK머티리얼즈                                             | 반도체/LCD 소자 제조용 특수가스 제조업                                                                     |
| SK머티리얼즈홀딩스 (구 OCI머티리얼즈 \| 구 SK머티리얼즈) | 지주회사                                                                                                   |
| SK브로드밴드 (구 하나로텔레콤 \| 두루넷 \| 티브로드)     | 유선 통신 서비스업                                                                                         |
| 홈앤서비스                                               | 유선 통신 서비스업 및 인터넷 유지 보수, SK브로드밴드 계열에 속함.                                          |
| SK스토아                                                 | T커머스업                                                                                                  |
| SK텔레시스                                               | 이동통신장비 및 전송장비 제조업                                                                            |
| SK텔링크                                                 | 유선통신업                                                                                                 |
| 네트웍오앤에스                                           | 정보통신업                                                                                                 |
| PS&Marketing                                             | ICT유통업                                                                                                  |
| SK커뮤니케이션즈                                         | 포털 및 기타 인터넷 정보매개 서비스업                                                                      |
| 드림어스컴퍼니                                           | 음악서비스플랫폼, FLO 서비스 운영                                                                          |
|                                                          | |
| 마케팅 및 서비스 부문                                    | |
| SK네트웍스                                               | 상품 종합 도매업                                                                                           |
| SK일렉링크                                               | ESG 플랫폼업                                                                                               |
| SK렌터카                                                 | 렌터카 제조업                                                                                              |
| SK네트웍스서비스                                         | 통신장비 수리업, SK네트웍스 계열에 속함.                                                                   |
| SK스피트메이트                                           | 자동차 제조업                                                                                              |
| 인프라(건설) 부문                                        | |
| SK에코플랜트 (구 SK건설)                                 | 기타 토목시설물 건설업                                                                                     |
| SK에코엔지니어링                                         | 엔지니어링업                                                                                               |
| SK임업                                                   | 복합 산림사업, SK에코플랜트 계열에 속함. SK주식회사 홀딩스가 보유하고 있음.                                |
| 스포츠 부문                                              | |
| SK스포츠                                                 | |
| SK 슈가글라이더즈                                        | |
| 제주유나이티드FC                                         | |
| 서울 SK 나이츠                                           | |
| SK텔레콤 T1                                              | |

## 이전 계열사
| 이전 계열사                              |                                                                    |
| SK생명보험 (현 미래에셋생명보험)         | 생명 보험업, 미래에셋증권에 매각.                                  |
| 한국골프채널 (현 SBS 골프)               | 골프전문채널, SBS에 매각.                                          |
| SK에너지판매                             | 유류판매, SK글로벌에 합병                                          |
| 케이파워                                 | 민간발전사업, SK E&S에 합병.                                       |
| 충남도시가스 (현 씨엔씨티에너지)         | 도시가스사업, 황인규 등의 개인주주에 매각되어 독립법인이 됨.       |
| 전북집단에너지 (구 익산에너지)           | 집단에너지사업, 전북에너지서비스에서 분사되어 하나금융그룹에 매각. |
| 평택에너지서비스 (구 DOP서비스)          | 발전특수목적사업, 하나금융그룹에 매각                              |
| SK텔레텍 (현 팬택)                       | 이동통신장비 제조업, 팬택에 매각.                                  |
| 인천 SK 빅스 (현 인천 전자랜드 엘리펀츠) | 프로농구단, 고려제강 계열 전자랜드에 매각.                         |
| SK해운                                   | 해운업, 한앤컴퍼니(쌍용C&E의 모태)에 매각.                         |
| 로엔엔터테인먼트                         | 사모펀드 어피니티 에쿼티 파트너스에 매각.                          |
| SK아이미디어 (현 엔비제이게임즈)         | 게임제작 사업, 엘케이미디어텍에 매각.                              |
| SK증권                                   | 사모펀드 J&W파트너스에 매각.                                       |
| SK바이오랜드 (현 현대바이오랜드)         | 현대백화점그룹에 매각.                                             |
| SK 와이번스 (현 SSG 랜더스)              | 프로야구단, 신세계그룹에 매각.                                     |

## SUPEX 추구협의회
SUPEX 추구협의회는 SK그룹의 최고의사결정기구이다. SK 계열사들의 각종 사업을 조율하고 계열사의 자율경영에 초점을 맞추며 그룹의 실질적인 의사결정권을 행사한다. 반면에 지주회사인 SK주식회사는 사업회사들의 일상경영 활동에는 관여를 안하며, Portfolio Management를 통해 가치를 창출하는, 투자자로서의 역할에 주력한다. 산하에는 전략위원회, 에너지∙화학위원회, ICT위원회, Global성장위원회, 커뮤니케이션위원회, 윤리경영위원회, 인재육성위원회, 사회공헌위원회가 자리잡고 있다. 의장은 김창근 SK이노베이션 회장이다.
- 의장: 조대식 의장
- 에너지·화학위원회: 정철길 위원장(부회장)
- ICT위원회: 임형규 위원장(부회장)
- 글로벌성장위원회: 유정준 위원장(사장)
- 커뮤니케이션위원회: 김영태 위원장(부회장)
- 윤리경영위원회: 하성민 위원장(사장)
- 인재육성위원회: 김창근 의장 겸직
- 사회공헌위원회: 이문석 위원장(사장)

## 같이 보기
- 재벌
- 대한민국의 경제